# Szkoła obmowy
Szkoła obmowy – komedia Wojciecha Bogusławskiego w pięciu aktach. Prapremiera odbyła się 17 stycznia 1793.

## Pierwowzór
Pierwowzorem utworu była ogłoszona w 1777 r. komedia Richarda Sheridana pt. the School of scandal. Wojciech Bogusławski osadził akcję utworu w polskich realiach i wprowadził udoskonalenia dramaturgiczne m.in. znacznie skondensował akcję i zgodnie ze standardami epoki przekierował uwagę na dydaktyzm utworu. Istnieje przypuszczenie, że Wojciech Bogusławski korzystał z pierwowzoru za pośrednictwem jednej z przeróbek niemieckich.

## Treść
Akcja rozgrywa się w domu pana Starosty w Warszawie. O względy panny Konstancji ubiegają się: lekkoduch Walery i stateczny Karol. Ojciec panny wolałby Karola, tym bardziej, że mu on we wszystkim głośno przytakuje. Nie wie o tym, że Karol jest obłudnym intrygantem: uwodzi żonę swego dobrodzieja, oczernia niewinnego sąsiada i podrabia bilecik miłosny w celu rzucenia fałszywych podejrzeń na Walerego. Plotki nie tylko ogarniają warszawskie salony, ale docierają aż do Gdańska, skąd przybywa stryj obu młodzieńców - Cześnik Bogacki. Cześnik z pomocą swego sługi, Wiernickiego, poddaje swych synowców próbie: odwiedza Walerego (zadłużonego po uszy) w przebraniu lichwiarza a Karola - w przebraniu ubogiego kuzyna proszącego o wsparcie. Wynik próby wypada na korzyść sympatycznego hulaki Walerego, który ma więcej ciepła i serdeczności niż zadufany Karol, którego stryj określa mianem "osiemnastoletniego Katona".

## Spektakl radiowy
W 2007 r. w Teatrze Polskiego Radia wyemitowano spektakt pt. Szkoła obmowy (adaptacja i reżyseria Waldemar Modestowicz).

## Spektakl telewizyjny
W 2002 r. w Teatrze Telewizji wyemitowano spektakl Szkoła obmowy w reżyserii Piotra Mikuckiego.